# Alexandre Ramsay
Alexander Robert Maule Ramsay GCVO, KCB, DSO (29 de maio de 1881 - 8 de outubro de 1972) foi um oficial da Marinha Real Britânica. Ele era o marido da princesa Patrícia de Connaught, a filha mais nova do príncipe Artur, Duque de Connaught e Strathearn, terceiro filho da rainha Vitória do Reino Unido e do príncipe Alberto. Serviu como oficial durante a Primeira Guerra Mundial. Durante os anos 1920 e 1930, ocupou vários importantes comandos da aviação naval.

## Início da vida
Alexandre nasceu em Londres como o terceiro filho de John Ramsay, 13.º Conde de Dalhousie, e sua esposa, lady Ida Louisa Bennet, filha de Charles Bennet, 6.º Conde de Tankerville. Alexandre entrou na Marinha Real como cadete no HMS Britannia em 1894.

## Casamento na família real
Em 27 de fevereiro de 1919, o então capitão Ramsay casou com a princesa Patrícia de Connaught na Abadia de Westminster, na presença de toda a família real britânica.
No dia do casamento, a princesa Patricia abandonou o título de "Princesa da Grã-Bretanha e Irlanda" e o estilo "Alteza Real", e assumiu o estilo "Lady Patricia Ramsay" com precedência antes das marquesas de Inglaterra. Apesar abandono do título real pela esposa, o casal manteve-se próximo à família real britânica. Eles participaram de grandes eventos reais pelos quarenta anos seguintes, incluindo o casamento da princesa Isabel e Filipe, Duque de Edimburgo em 1947.
Eles tiveram um filho, Alexandre de Mar.

## Morte e sepultamento
Ramsay morreu em sua casa em Ribsden Holt, Windlesham, Surrey, em 8 de outubro de 1972. Ele foi enterrado no cemitério real, Frogmore.